# جوني بيل (لاعب كرة قدم كندية)
جوني بيل هو لاعب كرة قدم كندية كندي، ولد في 4 أكتوبر 1921 في مونتريال في كندا، وتوفي في 17 أغسطس 1998 في ميلفيل ‏ في كندا.

## وصلات خارجية
- جوني بيل على موقع JustSportsStats.com (الإنجليزية)